# Grenette de Vevey
Pour les articles homonymes, voir Grenette (homonymie).
La grenette est un marché couvert de la ville vaudoise de Vevey, en Suisse.

## Histoire

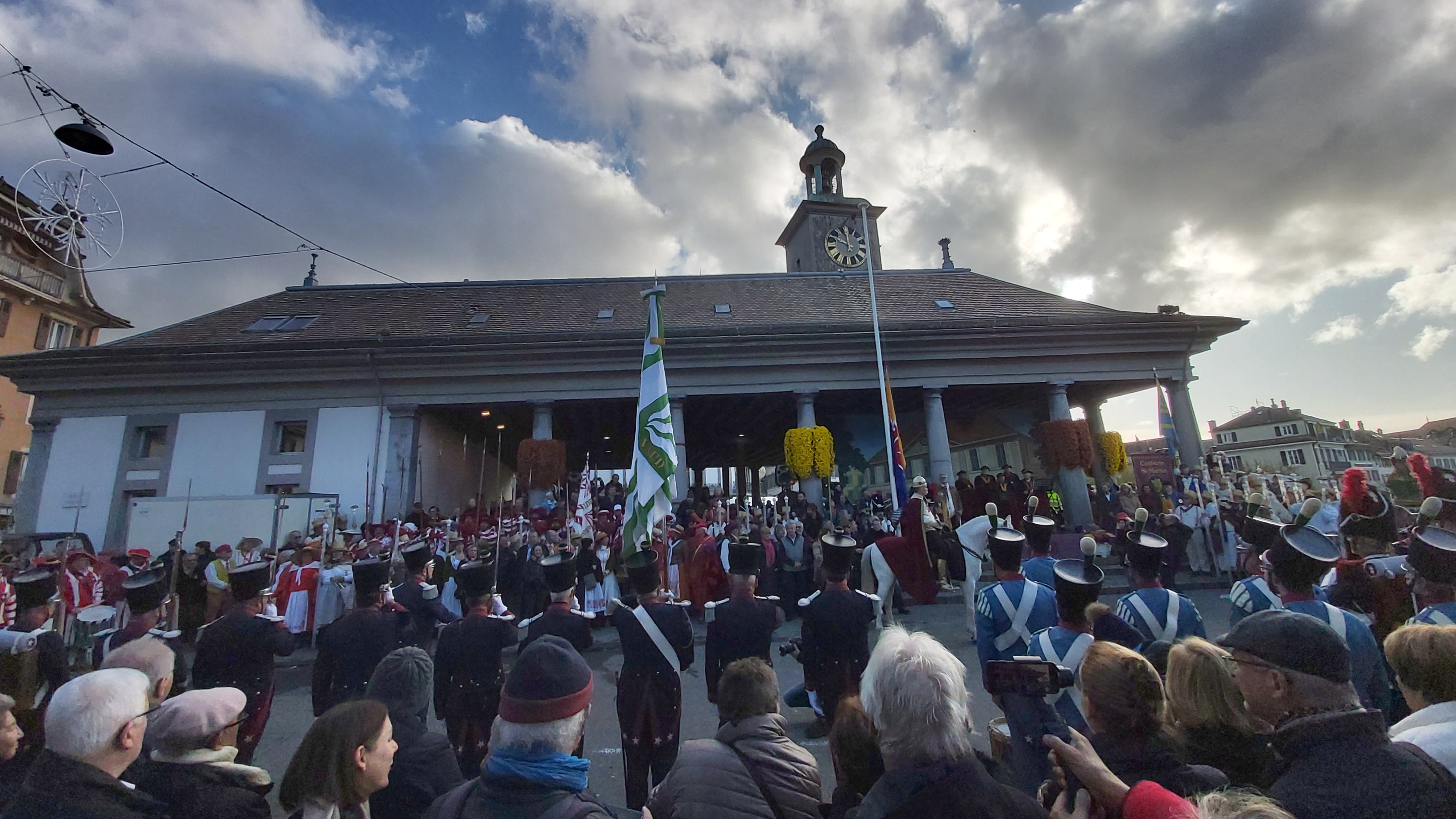
Vue de la face Ouest lors de l'ouverture de la foire de la St-Martin, Vevey

La grenette (dont le nom signifie « grenier aux grains ») de la ville a été construite en 1808 sur les plans de l'architecte Lausannois Jean–Abraham Fraisse en bordure de la place du Marché. Elle se présente sous la forme d'une halle délimitée par 18 colonnes toscanes en marbre noir de Saint-Triphon. Juste à côté, et construit dans le même style classique, se trouve le « bâtiment du poids du foin » où étaient pesés les chars de foin arrivant en ville et qui accueille actuellement un kiosque de souvenirs.
La grenette, de même que la place du Marché qu'elle borde, est inscrite comme bien culturel suisse d'importance nationale. L'édifice est actuellement occupé par l'office du tourisme local qui y a ses bureaux et offre un couvert avec vue sur la place du marché, le lac et les Alpes.